# Pio Fabri
Pio Fabri (Roma, 21 ottobre 1847 – Roma, gennaio 1927) è stato un ceramista e pittore di ceramiche italiano.
Con Adriano Ferraresi, Torquato e Guglielmo Castellani, Luigi Baracconi e Camillo Novelli, ha dato vita, nella Roma post-unitaria, al rifiorire dell'arte figulina (ceramica) nell'alveo stilistico dell'Eclettismo fin de siècle.

## La vita

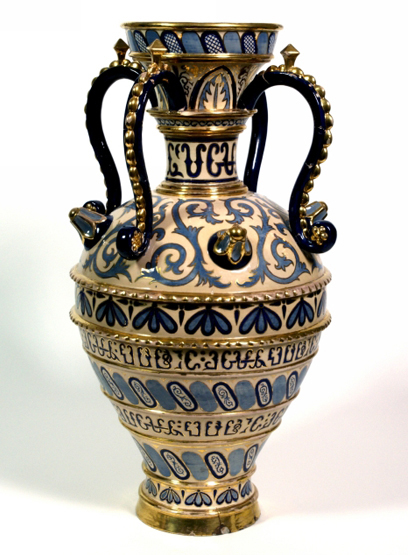
Pio Fabri, vaso con ornato di tipo "moresco". Fine del XIX secolo, inizi del XX sec. Museo internazionale delle ceramiche in Faenza.

Fabri apparteneva a una famiglia romana di artisti, di origine marchigiana. Il nonno, Luigi Fabri fu editore di Bartolomeo Pinelli ed incisore lui stesso. Il padre Leopoldo, figlio di Luigi, nacque a Roma nel 1818 e vi morì nel 1890. La madre era Fortunata Scudellari, anch'essa di Roma. La coppia ebbe anche un altro figlio Augusto. Leopoldo continuò le attività del padre, in via Capo le Case a Roma, in particolare quella del commercio di opere d'arte. Leopoldo, tra le altre attività, partecipò alle aste per la vendita della collezione di quadri del cardinale Fesch, zio di Napoleone Bonaparte. Durante la Repubblica romana Leopoldo fu incaricato della coniazione delle monete.
Il 15 febbraio 1873 sposa Guendalina Castellani, figlia del gioielliere Augusto. 
La coppia, che abitava a palazzo Castellani, a piazza di Trevi, ebbe cinque figli: Pompeo, Anna, Emma, Maria e Giannina. Di questi Emma fu anch'essa apprezzata pittrice di ceramiche, e Pompeo fu uno dei XXV della campagna romana.

## L'opera
Scarse le testimonianze sulla formazione artistica di Pio che sicuramente partecipa ai fermenti culturali che animano l'ambiente del suocero impegnato in un revival di arte antica e frequentato, oltre che dai ceramisti Torquato e Guglielmo Castellani, dal duca di Sermoneta, Michelangelo Caetani.
Inizia la sua attività di ceramista nel 1881 nella casa del suocero, il palazzo Castellani al lato della fontana di Trevi. Un ambiente artisticamente molto frequentato non solo dagli artisti sopra citati in cui le aspettative storicizzanti di metà ottocento, volte al recupero delle antiche tecniche esecutive proprie all'arte figulina unitamente alla rivisitazione dei modelli pittorici del primo rinascimento, s'incrociano con le istanze eclettiche: queste ampliano l'orizzonte all'arte islamica, complice, assieme a quella estremo orientale, della formazione degli stilemi decorativi ceramici dal tardo medioevo al pieno rinascimento.
Da tutto questo prenderanno vita le prime opere, anche di vaste dimensioni, che riflettono gli orizzonti menzionati e da cui trarrà ispirazione durante tutta la sua vita artistica. Nello specifico: la pittura del Quattrocento, con uno sguardo altrettanto attento all'araldica, l'istoriato e la ritrattistica rinascimentale (nella ceramica) da un lato, e la vasta produzione turca, persiana e ispano-moresca dall'altro, in manufatti rifiniti con la non facile aggiunta del lustro metallico, tecnica che mostrerà di ben conoscere e saper utilizzare.

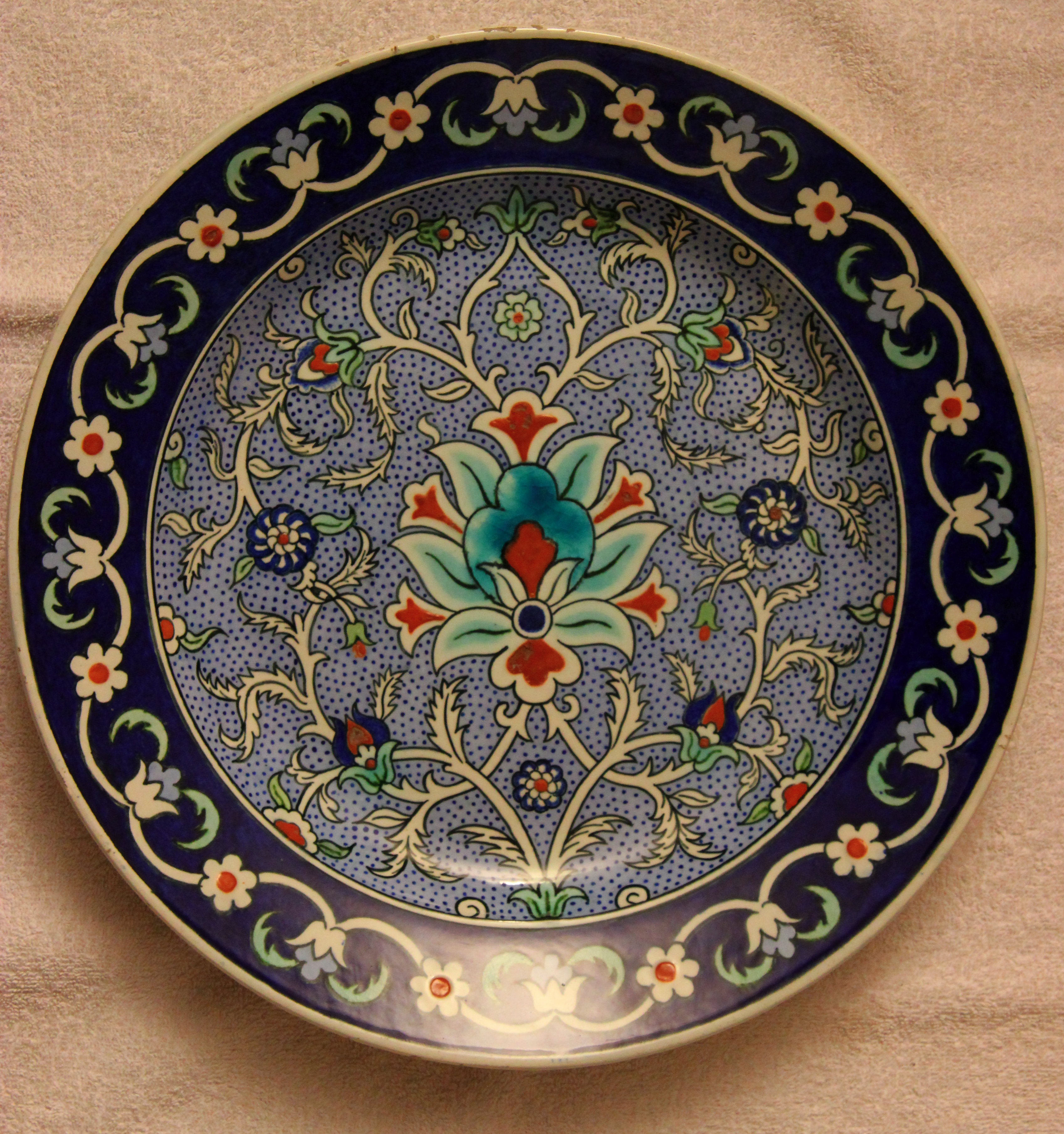
Pio Fabri, piatto a decoro floreale stilizzato. Fine del XIX secolo, inizi del XX sec.

Dopo le prime esperienze sposta la sua attività dal palazzo Castellani a via del Babuino, appoggiandosi, per la cottura, alla fornace dei fratelli Borzelli, in Trastevere.
Nel 1883 partecipa alla mostra di belle arti organizzata dal comune di Roma per l'inaugurazione del Palazzo delle Esposizioni di via Nazionale. In questa sede Pio espone delle ceramiche di gusto ispano moresco e piatti ispirati alla ritrattistica dei pittori rinascimentali italiani, ottenendo un buon successo di pubblico e critica.
L'anno successivo è presente all'Esposizione di Torino, dove è premiato con una medaglia d'oro e tra i suoi acquirenti annovera Vittorio Emanuele II. Nel 1885 è all'Esposizione Universale di Anversa, ove viene nuovamente premiato. In quell'occasione Theophile Fumiere accosta il recupero storicistico attuato da Fabri nella ceramica a quello di Viollet-le Duc nel restauro monumentale.
Negli anni 1889 e 1890 partecipa nella capitale alle mostre "Ceramica ed Arte vetraria" e "Mostra industriale" con un repertorio ispirato alle ceramiche islamiche, greco-bizantine, medievali e ai maestri del "Quattrocento italiano, (Gentile da Fabriano, Benozzo Gozzoli, Carlo Crivelli, Filippo Lippi)." 
Nel 1898 all'Esposizione generale italiana, svoltasi a Torino per il cinquantenario dello Statuto, è nuovamente premiato con una medaglia d'oro.
Dopo sarà presente in mostre a Londra, Liverpool e Chicago fino a quelle di Parigi (1900) e Roma (1901), dopo le quali parteciperà sempre meno alle esposizioni nazionali ed internazionali e,  pur iniziando a rappresentare una tendenza artistica volta a cedere il passo alle nuove istanze del Novecento, non si affievoliranno in lui fervore produttivo e qualità pittorica anche se lentamente si ritirerà sempre più in "un aulico isolamento".
Sebbene lontano dall'animato mondo delle manifestazioni artistiche, nel 1914 riceve critiche lusinghiere dal ceramologo Luigi De Mauri nella nota opera di vasta divulgazione L'amatore di Maioliche e Porcellane in cui ne vengono tratteggiati gli accenti elitari, il raffinato tratto pittorico e il virtuosismo autodidatta svincolato dal mercato dell'arte con le sue collusioni ed esigenze.
Pio Fabri è stato anche un importante filatelista. Specializzato nello studio e nella collezione dei francobolli dello Stato Pontificio, nel 1878 ha firmato il primo studio filatelico in volume di un autore italiano, apparso in francese nel 1878 a Bruxelles nella prestigiosa collana voluta dal belga J. B. Moens: Timbres des États de l’Église.
Dedicherà gli ultimi anni della sua vita alla fotografia e filatelia con un occhio attento alla raccolta di "cimeli inerenti alla storia del risorgimento" di cui farà dono al comune di Roma.